# Čepřovice
Čepřovice är en ort i Tjeckien.   Den ligger i regionen Södra Böhmen, i den sydvästra delen av landet, 110 km söder om huvudstaden Prag. Čepřovice ligger 528 meter över havet och antalet invånare är 195.
Terrängen runt Čepřovice är kuperad västerut, men österut är den platt. Runt Čepřovice är det ganska glesbefolkat, med 28 invånare per kvadratkilometer. Närmaste större samhälle är Strakonice, 12,9 km norr om Čepřovice. Omgivningarna runt Čepřovice är en mosaik av jordbruksmark och naturlig växtlighet.